# Яськи
Я́ськи — село в Україні, в Одеському районі Одеської області. Адміністративний центр Яськівської сільської громади. Населення становить 4145 осіб.

## Географія
Розташоване за 12 км від районного центру та за 40 км від найближчої залізничної станції Вигода. Село розкинулось у мальовничій рівнинній місцевості, вздовж лівого берега річки Турунчука (рукав Дністра), поблизу озер та плавнів.

## Історія
Засноване село наприкінці XVIII століття. Перша згадка про нього датована 1780 роком. В той час тут побудували невелику дерев'яну церкву Святого Великомученика Георгія. В числі перших поселенців були запорізькі козаки, селяни-втікачі з південно-західної України, а також вихідці з Молдавії.
Згідно припущення професора Новоросійського університету В. М. Григоровича, «Ясський торг» (літописне місто на Дністрі) і є село Яськи. Але для категоричного ствердження цього нема підстав. Сучасна наука пов'язує «Ясський торг» з теперішнім румунським містом Ясси.

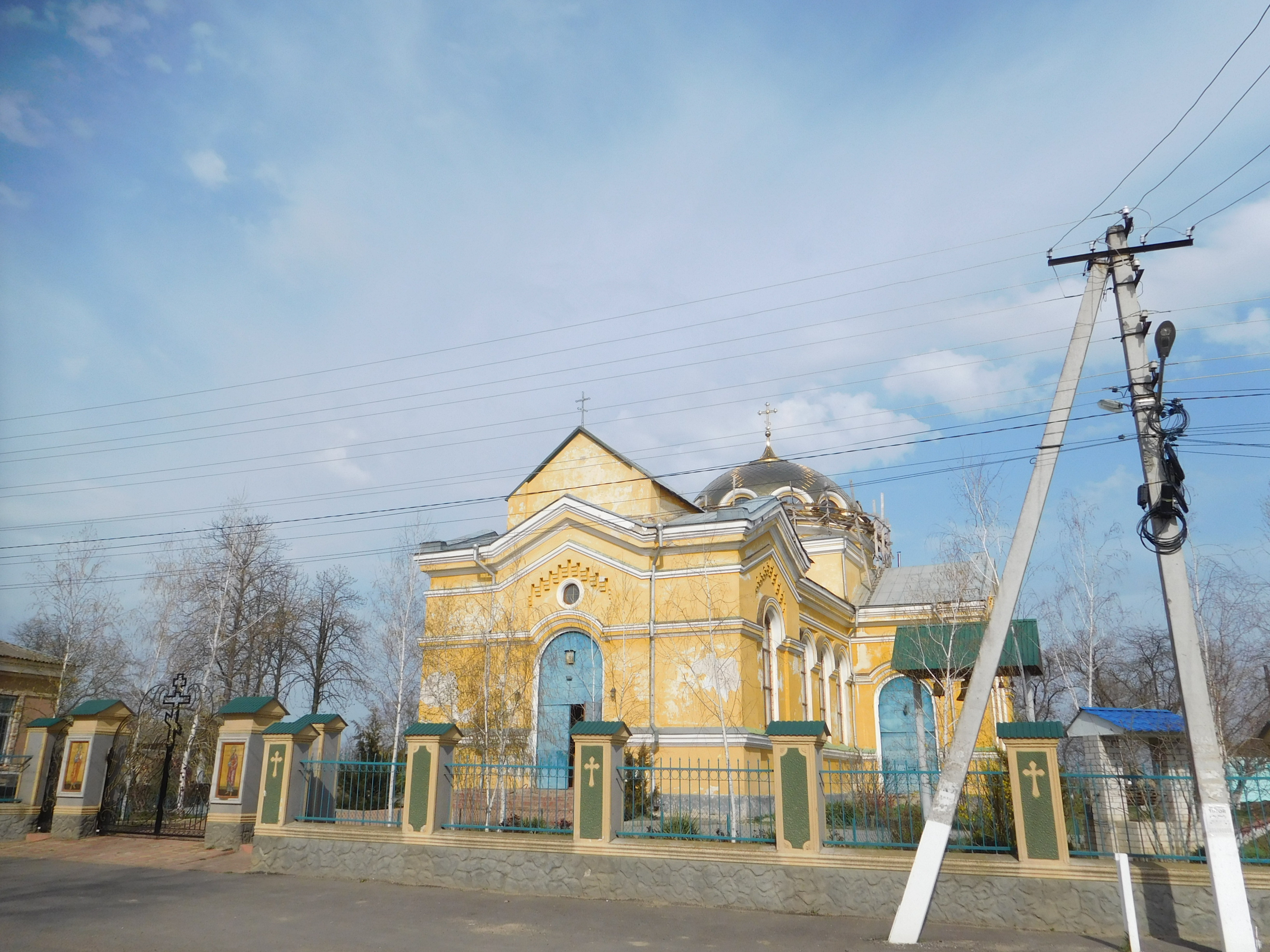
Колишня Свято-Георгіївська церква, тепер Храм Св. Благовірного князя Олександра Невського

За компактністю заселення Яськи ділилися на кути. Молдавани разом з українцями, що тікали від ярма польських панів, так звані польщани, утворили перший кут. У 1793 році тут налічувалось 117 дворів. Другий кут утворили «турбаївці». Після придушення селянського повстання в селі Турбаї на Полтавщині більшість його учасників під конвоєм було відправлено в південно-українські степи, частина з них в 1794 році оселилася в Яськах, побудувавши тут 40 хат. Нарешті, третій кут заснували на початку XIX століття селяни, що втекли сюди з аракчеєвських військових поселень Херсонської губернії; місцеві селяни назвали їх «прихожанами».
Станом на 1886 рік у селі Біляївської волості Одеського повіту Херсонської губернії мешкало 3205 осіб, налічувалось 621 дворове господарство, існували православна церква, школа, 7 лавок, відбувались базари через 2 тижня по понеділках, розташоване на березі річки Турунчук (рукав Дністра), поблизу озер і плавнів.
У період революції 1905—1907 років селяни села відкрито встали на боротьбу за свої права. У 1906 році група селян здійснила замах на життя земського начальника, відомого своєю жорстокістю. У зв'язку з цим піддалися арешту 10 жителів села.
В середині січня 1918 року в Яськах була встановлена Радянська влада, створений ревком у складі найбідніших селян Г. Д. Гончаренко, Ф. М. Тарасенко, К. І. Кириченко. На заклик Одеського Ради робітничих депутатів у лютому 1918 року в селі був сформований партизанський загін. У лютому 1919 року партизани села підтримали повстання жителів Біляївки проти денікінців і французьких інтервентів.
У 1921 році в Яськах організована перша трудова сільськогосподарська артіль ім. Шевченка.
Село мало міцні антирадянські повстанські традиції. Впродовж 1920-х років Дністровські плавні давали прихисток усім, хто не бажав миритися з радянською владою. У 1927 році у Яськах антибільшовицькими підпільниками було вбито голову сільської ради та його заступника. У 1928-му — голову комсомольського осередку.
На початку 1930 року Яськи стали центром антирадянських виступів, що охопили й сусідні села Градениці та Троїцьке. Селяни протестували проти колективізації. Спершу натовп розгромив сільраду, поштамт і став повертати худобу з колгоспу. За даними ДПУ повсталі роззброїли міліцію та важко поранили 10 комуністів та активістів. В селі щодня проходили мітинги. Селяни вимагали розпуску колгоспів та повернення виселених «куркулів»-односельців. Вранці 3 березня 1930 року біля сільради у Яськах зібралося близько 1200 озброєних вилами та палицями людей. Декотрі мали рушниці. Селяни обстріляли автомобіль із прикордонниками та почали перегороджувати вулиці барикадами. Того ж дня Градениці, Троїцьке та Яськи були оточені підрозділами ДПУ та міліції. Операцією командував особисто голова ДПУ УСРР Всеволод Балицький. Кавалерійські загони ДПУ розігнали натовп. В результаті операції було заарештовано 150 селян. 5 березня було вирішено виселити з конфіскацією майна ще 40 сімей «куркулів».
Під час організованого радянською владою Голодомору 1932—1933 років померло щонайменше 359 жителів села.
На фронтах Німецько-радянської війни воювало 506 жителів села, 176 з яких за мужність і відвагу були нагороджені орденами і медалями СРСР, а І. І. Ткаченко за героїзм, виявлений у боях на підступах до Кенігсберга у квітні 1945 року, удостоєний звання Героя Радянського Союзу. Під час Одеської оборонної операції в Яськах був сформований загін народного ополчення в кількості 150 осіб. За період Другої світової війни в боях загинуло 430 жителів села.

## Політика

### Парламентські вибори, 2019
На позачергових парламентських виборах 2019 року у селі функціонували окремі виборчі дільниці № 510280 і 510281, розташовані у приміщеннях школи і будинку культури відповідно.
Результати
- зареєстрований 3141 виборець, явка 38,30%, найбільше голосів віддано за «Слугу народу» — 50,59%, за «Опозиційну платформу — За життя» — 29,56%, за «Опозиційний блок» — 4,05%.[5] В одномандатному окрузі найбільше голосів отримав Сергій Колебошин (Слуга народу) — 35,11%, за Василя Гуляєва (самовисування) — 19,23%, за Сергія Червачова (самовисування) — 18,37%[6].

## Населення
Згідно з переписом 1989 року населення села становило 4573 особи, з яких 2043 чоловіки та 2530 жінок.
За переписом населення 2001 року в селі мешкало 4108 осіб.

### Мова
Розподіл населення за рідною мовою за даними перепису 2001 року:
| Мова       | Відсоток |
| ---------- | -------- |
| українська | 94,89 %  |
| російська  | 2,97 %   |
| молдовська | 1,74 %   |
| болгарська | 0,19 %   |
| циганська  | 0,1 %    |
| вірменська | 0,05 %   |
| білоруська | 0,02 %   |
| гагаузька  | 0,02 %   |

## Освіта та культура
У селі функціюють дві школи — загальноосвітня школа І-ІІ ступенів та загальноосвітня школа І-ІІІ ступенів.
В селі є пам'ятник воїнам-визволителям у Другій Світовій та Великій Вітчизняній війнах.
Кілька років тому[коли?] в селі збудували пам'ятник жертвам голодомору. У Яськах є середня і восьмирічна школи, в яких 55 вчителів навчають 850 учнів, будинок культури із залом на 400 місць, дві бібліотеки з книжковим фондом 10 тис. примірників, музей історії села (створений і працює на громадських засадах); дільнична лікарня на 50 ліжок (28 медпрацівників, в тому числі 5 лікарів), ясла-садок на 100 місць, комбінат побутового обслуговування, 30 магазинів, пошта, телеграф, ощадна каса.

## Пам'ятки
- Пам'ятник воїнам-односельцям[d], загиблим на фронтах громадянської та Великої Вітчизняної воєн;
- Братська могила[d] 40 радянських воїнів, загиблих при звільненні села 8 квітня 1944 року;
- Кургани № 3, 4, 5, 6, 7, 8, 9, 10, 11, 12, 13, 15 (сер. IV тис. до н. е. — XIV ст. н. е.);

## Персоналії
- Ткаченко Ілля Іванович (1914–1979) — радянський військовик часів Другої світової війни, командир штурмової роти 550-го стрілецького полку 126-ї стрілецької дивізії (54-й стрілецький корпус, 43-я армія, 3-й Білоруський фронт), старший лейтенант. Герой Радянського Союзу (1945).